# Червоний проспект (станція метро)
55°02′28″ пн. ш. 82°55′03″ сх. д. / 55.04111° пн. ш. 82.91750° сх. д.
«Червоний проспект» (рос. Красный проспект) — станція Ленінської лінії Новосибірського метрополітену. Знаходиться між станціями «Площа Леніна» і «Гагарінська»
Територіально станція розташовується в Центральному районі Новосибірська, на розі вулиць Гоголя, Крилова і Червоного проспекту.
Введена в експлуатацію 28 грудня 1985 року у складі 1-ї пускового ділянки першої черги з п'яти станцій. До 2 квітня 1992 року, коли відкрилися станції «Гагарінська» і «Заєльцовська», була кінцевою станцією Ленінської лінії.

## Технічна характеристика
Конструкція станції — колонна трипрогінна мілкого закладення, побудована за типовим проектом. Станція має 17 пар циліндричних колон, розташованих з кроком 6 метрів. Обидва вестибюля з'єднані з платформою сходами. У центрі платформи розташований сходовий спуск у підземний перехід на станцію Сибірська; перехід також можливий через загальний вестибюль, що зручніше, але і стометровим перехідним коридором.

## Колійний розвиток
Станція має складний колійний розвиток. Перед станцією по обом коліям розташовані з'їзди на гілки в депо (стрілки № 1 та № 2) і пошерсний з'їзд (стрілки № 3 та № 4), що використовувався для обороту поїздів до відкриття станції «Заєльцовська».
За станцією по I колії розташована пошерсна стрілка № 5, ведуча на ССГ, яка дозволяє перейти на Дзержинську лінію.

## Вестибюлі і пересадки
Станція «Червоний проспект» є пересадним вузлом на Дзержинську лінію і має два вестибюлі. Виходи південного вестибюля (до вулиці Крилова) вбудовані в торці житлових будинків. Північний вестибюль має суміщений зал зі станцією «Сибірська». Цей вестибюль є касовим залом, через який можна як вийти в місто, так і пересісти, за допомогою ескалаторів, на «Сибірську».
Вихід у місто з північного вестибюля здійснюється через скляні павільйони. Спочатку один з виходів (у облпрофради) був виконаний у вигляді відкритого сходового спуску. Наприкінці 2000-х років в рамках проведеної реконструкції над ним була встановлена надбудова.

## Оздоблення
Станція виконана в строгому художньому стилі. Стіни, підлога і стеля оздоблені мармуром світлого і темно-червоного відтінків. Колійні стіни оздоблені темно-червоним мармуром «Буровщина». Над сходовими спусками з платформ в вестибюлі розташовані литі бронзові барельєфи, присвячені трудовим і бойовим подвигам сибіряків.
Від інших колонних станцій першої пускової дільниці її відрізняло освітлення — спочатку замість лінійних ламп денного світла воно було виконане точковими лампами ДРЛ, розташованими в квадратних пластикових плафонах в п'ять рядів. У ході проведеної у 2006 році реконструкції бічні ряди світильників замінили на звичайні лампи денного світла. Реконструкція освітлення центрального залу, також із заміною світильників, була проведена в 2010 році.

## Ресурси Інтернету
- Станція «Червоний проспект» - Офіційний сайт Новосибірського метрополітену [Архівовано 2 травня 2014 у Wayback Machine.](рос.)
- Фотографії та опис станції на сайті «Світ метро» [Архівовано 27 квітня 2014 у Wayback Machine.](рос.)
- Фотографії станції на старій версії сайту «Світ метро» [Архівовано 9 листопада 2013 у Wayback Machine.](рос.)
- «Червоний проспект» — МетроЭНСК [Архівовано 9 листопада 2013 у Wayback Machine.](рос.)
- Станція «Червоний проспект» (2009) — Gelio(рос.)